# Miglos
Miglos ist eine französische Gemeinde mit 132 Einwohnern (Stand: 1. Januar 2022) im Département Ariège in der Region Okzitanien. Sie gehört zum Arrondissement Foix und zum Kanton Sabarthès.

## Lage
Sie liegt in den französischen Pyrenäen und grenzt im Nordwesten an Capoulet-et-Junac, im Norden an Niaux, im Nordosten an Larnat, im Osten an Bouan (Berührungspunkt), im Südosten an Larcat, im Südwesten an Gestiès und im Westen an Siguer (Berührungspunkt).

## Bevölkerungsentwicklung
| Jahr      | 1962 | 1968 | 1975 | 1982 | 1990 | 1999 | 2008 | 2015 |
| --------- | ---- | ---- | ---- | ---- | ---- | ---- | ---- | ---- |
| Einwohner | 137  | 105  | 120  | 94   | 97   | 80   | 107  | 120  |

## Sehenswürdigkeiten
- Burg Miglos, Ruine einer Katharerburg, Monument historique
- Kirche Saint-Hilaire, Monument historique

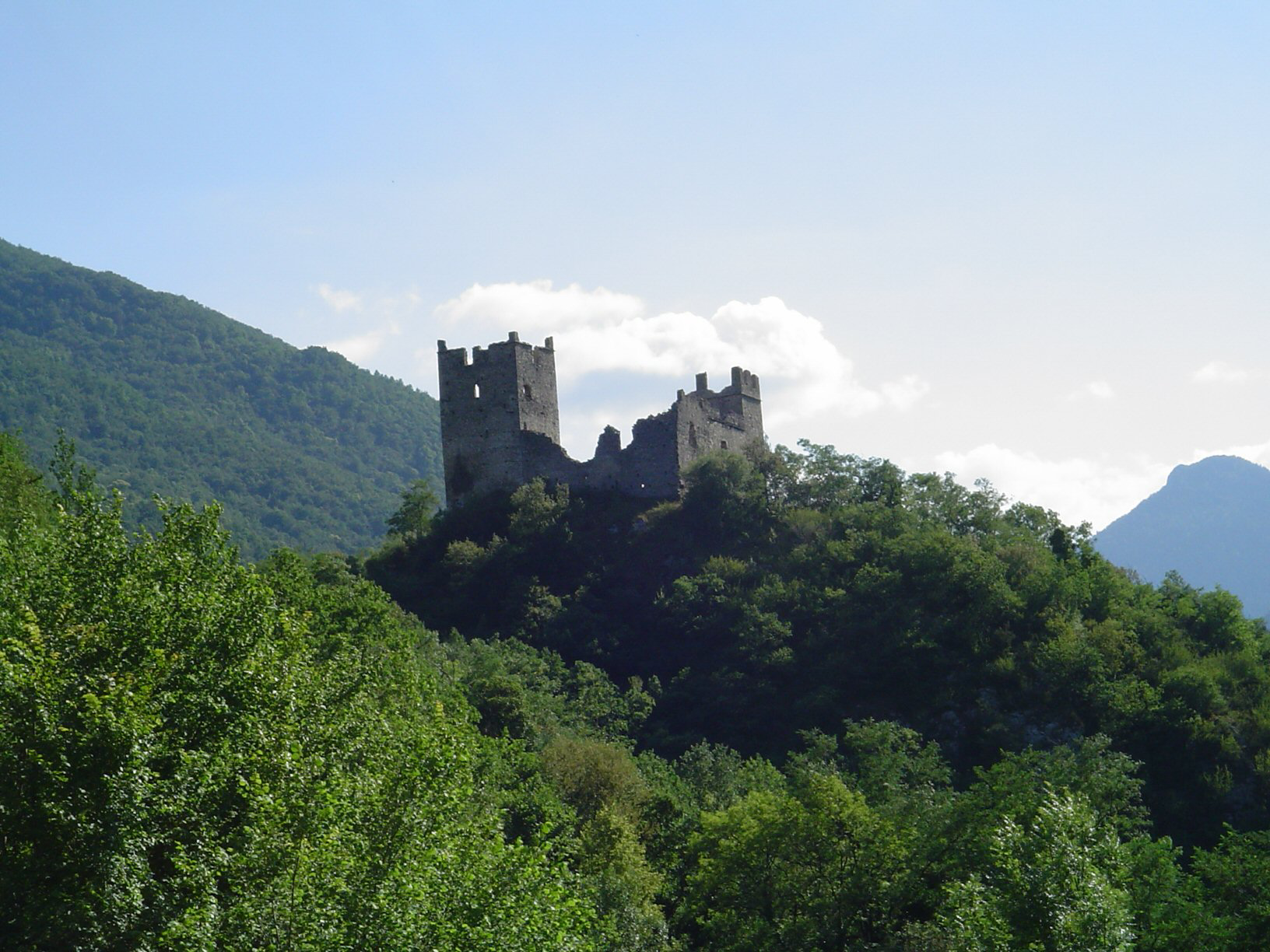
Burgruine von Miglos
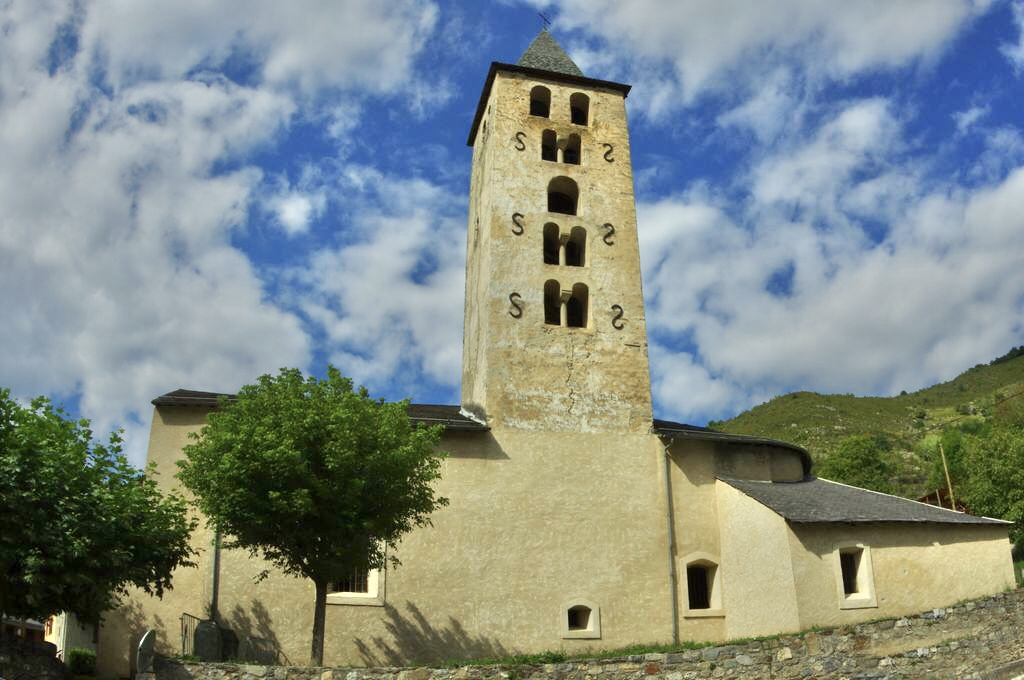
Kirche Saint-Hilaire

## Persönlichkeiten
- Serge Andolenko (1907–1973), französischer General russisch-ukrainischer Herkunft, in Miglos gestorben